# ウィミンズ・ナショナル・バスケットボール・リーグ (フィリピン)
ウィミンズ・ナショナル・バスケットボール・リーグ（Women's National Basketball League）は、フィリピンの女子プロバスケットボールリーグである。
主催はナショナルバスケットボールリーグ（NBL）。

## 概要
男子プロバスケットボールリーグを運営するNBLが国内競技連盟であるSBPの支援を得て設立。
最初のシーズンは2019年4月7日に7チームで開幕し、フィリピン空軍が初代チャンピオンになった。
しかし、2シーズン目となるはずの2020年は新型コロナウイルス感染拡大のため中止。
2020年8月26日、GAB（日本における日本プロスポーツ協会に当たる組織）にNBLとともに承認された。2021年2月13日、第1回ドラフト会議が開かれた。

## 所属クラブ

### 2021シーズン
| チーム                                     |
| ------------------------------------------ |
| Glutagence Glow Boosters                   |
| Pacific Water Queens                       |
| Parañaque Lady Aces                        |
| Philippine Navy Lady Sailors – Go For Gold |
| STAN-Quezon Lady Spartans                  |
| Taguig Lady Generals                       |
| Zelé Wellness Center                       |

### 過去
- Cleon and Clyde Lady Snipers
- Laguna Lady Pistons
- Pampanga Delta Amazons
- Philippine Air Force Lady Air Defenders